# CZ LOKO
CZ LOKO, a.s. se sídlem v České Třebové je česká společnost, zabývající se především opravami, modernizacemi a výrobou lokomotiv a dalších kolejových vozidel.

## Historie
Společnost byla založena pod názvem Českomoravská komerční společnost, a.s., se sídlem v Nymburce a zapsána do obchodního rejstříku 25. ledna 1995. V roce 1999 byl název změněn na ČMKS holding, a.s.. 20. prosince 2006 se pak sídlo společnosti přestěhovalo do České Třebové a současně došlo ke změně názvu na současný CZ LOKO, a.s. Další výrobní prostory přibyly v bývalém lokomotivním depu Jihlava.
Dceřinou společností jsou Letohradské strojírny, specializované na opravy kolejových vozidel a kovovýrobu, řezací centrum včetně laserové řezačky je v Žamberku.
S rozvojem servisní činnosti pro stroje dodané tuzemským dopravcům vznikly dispečinky v Lovosicích, České Třebové a Ostravě.

## Činnost společnosti
Společnost je známá především modernizacemi lokomotiv, mezi jejichž nejčetnější zástupce patří přestavby lokomotiv řad 750 a 753 (tzv. "Brejlovců," původně T478) na stroje s označením 750.7, 752.5, 752.6, 753.6, 753.7, které byly dodávány dopravcům v Česku a Itálii, v roce 2017–18 na Slovensko (PSŽ) a do Maďarska (CER Cargo). Vizáž zásadně odlišnou od původního vzhledu má jen "Bizon" z řady 753.6, který má přepracovaná čela (nabízí se pod obchodním názvem EffiLiner 1600).
Pro Správu železnic dodává společnost motorové univerzální vozíky – dvounápravová pracovní vozidla, a to jednak rekonstrukci starší řady MUV 69 na MUV 74.1 a MUV 74.2 a novou řadu MUV 75, ze které bude z Jihlavy dodáno 50 kusů v letech 2018–2020.
Pro pražské metro CZ LOKO rekonstruovalo od roku 2016 pracovní vozíky dodané původně v letech 1989 a 1990 firmou KOLZAM Racibórz z Polska, které jsou nově označeny WŽB-10.1-M.
Lehké posunovací lokomotivy řady 797.8 se používají nejen na vlečkách různých dopravců, ale také v metru – Praha, Budapešť, Varšava. Vznikly rekonstrukcí řady 703.
Řady čtyřnápravových posunovacích lokomotiv 740 a 742 rekonstruuje CZ LOKO na řady 741.7 a 742.7. Vesměs jde o zástavbu naftových motorů výrobce Caterpillar a elektrických generátorů výrobce Siemens Drásov. Dodávka 20 lokomotiv 741.7 během roku 2016 nahradí na vlečce ArcelorMittal Ostrava 28 starších strojů různých řad.
Poněkud menší počty modernizací se realizovaly ve státech východní Evropy – Ukrajina, Litva, Lotyšsko, Bělorusko, kde základem byly šestinápravové těžké posunovací lokomotivy ČME3. V Lotyšsku probíhaly přestavby 14 těžkých traťových nákladních lokomotiv 2M62U, tentokrát s použitím vznětových motorů výrobce MTU.
Novostavbou posunovací lokomotivy je EffiShunter 1000, řada 744.1 o výkonu 895 kW s digitáním řídícím systémem, který umožňuje vícenásobné řízení, rádiové dálkové ovládání a monitoring přes GSM a GPS.
Do segmentu přestavby elektrických lokomotiv vstoupilo CZ LOKO nákupem 12 dvousystémových strojů řady 12 belgických drah SNCB a první představilo v červnu roku 2016 pod názvem EffiLiner 3000. Jde o čtyřnápravovou lokomotivu pro dopravu nákladních vlaků o nejvyšší rychlosti 120 km/h. Maximální výkon je udáván 2910 kW v obou soustavách (3 kV DC a 25 kV AC) (původně 160 km/h a 3130 kW).
V roce 2019 firma představila první hybridní lokomotivu, dvounápravový plug-in hybrid 709.401 s obchodním názvem HybridShunter 400 o výkonu 444 kW, kde trakční baterie doplňoval spalovací motor CAT C44.
Dále společnost nabízí pronájem lokomotiv, především posunovacích, ale dva výkonnější typy jsou použitelné i pro traťovou službu; výkonnější je šestinápravový EffiShunter 1600 s motorem 1,5 MW, v ČR značený jako řada 774.7, u finského dopravce Fennia Rail jako řada Dr 18.[zdroj?]
Od prosince 2019 nese Horácký zimní stadion název CZ LOKO aréna.
Roku 2023 společnost představila hybridní lokomotivu DualShunter 2000, umožňující kombinaci pohonu na dieselový motor i na elektřinu z trakčního vedení.